# Joseph Estrada

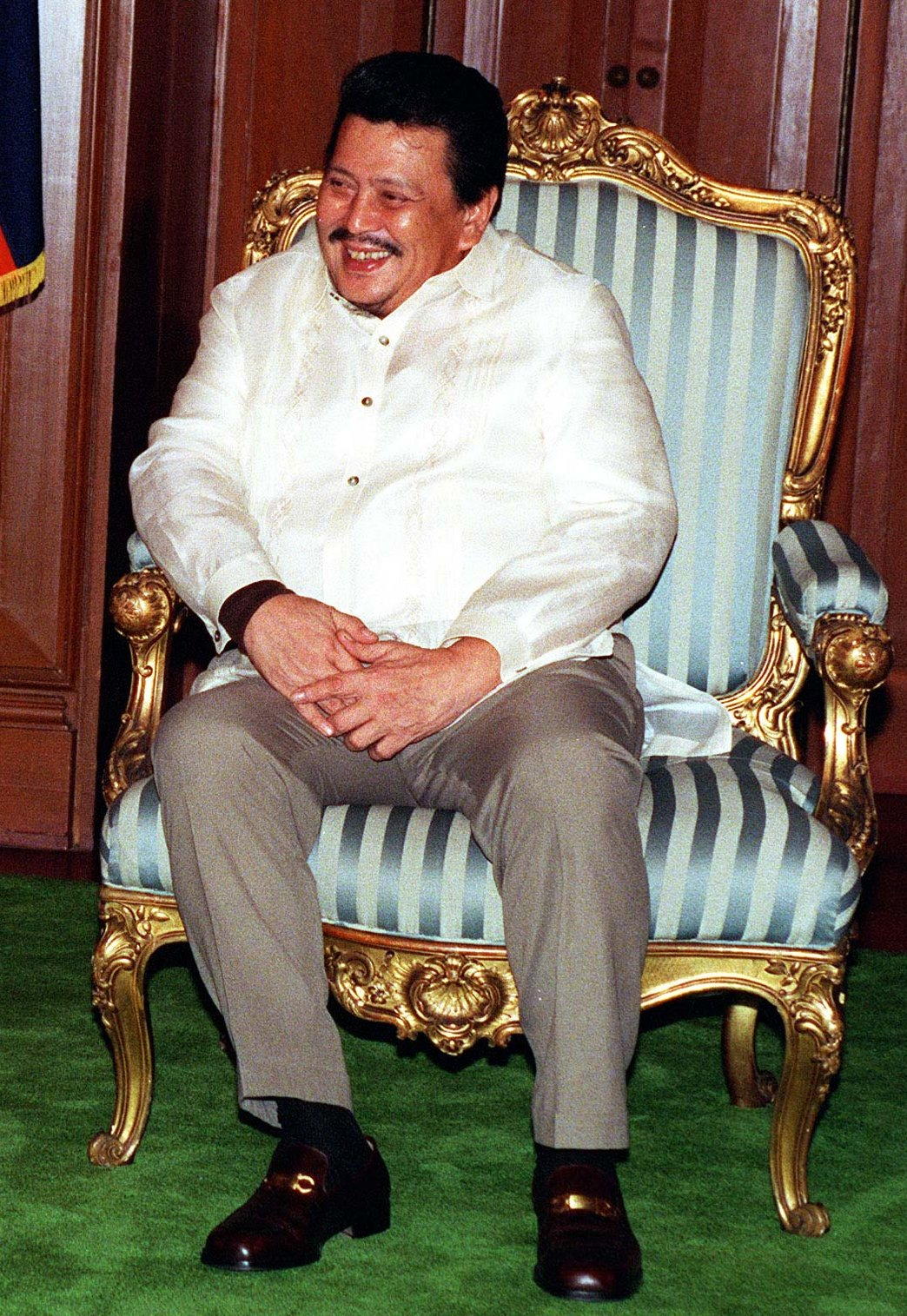
Joseph Estrada 1998

Joseph Estrada (auch Erap) (* 19. April 1937 in Tondo), eigentlich: José Marcelo Ejército, ist ein philippinischer Schauspieler und Politiker. Vom 11. Mai 1992 bis zum 30. Juni 1998 war er Vizepräsident und anschließend bis zum 20. Januar 2001 Präsident der Philippinen. Von 2013 bis 2019 war er der Bürgermeister von Manila.

## Leben
Er wurde in Tondo, heute ein Vorort der Hauptstadt Manila, in eine Familie der unteren Mittelschicht geboren. Er studierte an der Ateneo de Manila University, verließ diese jedoch und machte mit einem Ingenieursstudium an der Mapua Institute of Technology weiter. Er brach dann auch dieses Studium ab, um Schauspieler zu werden.
In mehr als 100 Filmen spielte er die Hauptrolle, zumeist die des Rächers der Unterdrückten. Diese Rollen machten ihn beim Volk populär, was seiner späteren politischen Karriere half. 1968 wurde er zum Bürgermeister der Stadt San Juan in Metro Manila gewählt. Dieses Amt hatte er bis 1986 inne, als die neue Präsidentin Corazon Aquino ihn aufgrund eines nie belegten Korruptionsverdachts des Amtes enthob.
1991 gründete er die Partei Kampf der philippinischen Massen (LMP).
1992 kandidierte er für das Amt des Vizepräsidenten. Er gewann als Vizepräsident, während die Präsidentschaft an Fidel Ramos ging, der für eine andere Partei kandidierte. Ramos gab Estrada die Rolle des Chefs der Präsidialen Antiverbrechenskommission.
2013 wurde er zum Bürgermeister von Manila gewählt. 2019 unterlag er bei der Bürgermeisterwahl deutlich und verlor das Amt.

## Wahl zum Präsidenten
1998 gewann Estrada mit großem Abstand auf den Zweitplatzierten die Präsidentschaftswahl. Seine Wählerschaft bestand zum Großteil aus den einfachen Leuten, die sich von der reichen Elite der Philippinen zunehmend entfremdet fühlten und in Estrada einen Mann des Volkes sahen. Estradas PR-Leute bauten auf sein volksnahes Image auf, das er sich durch seine Filme über Jahrzehnte aufgebaut hatte. Vizepräsidentin wurde Gloria Macapagal-Arroyo und nicht Estradas Listenpartner Eduardo Angara.
Estrada machte sich bei der Elite des Landes zunehmend unbeliebt. Das Militär verärgerte er mit der Ernennung des ersten Zivilisten in der Geschichte des Landes zum Verteidigungsminister. Zum Minister für Agrar-Reformen ernannte er einen ehemaligen Kommunisten, was die Oligarchie der Großgrundbesitzer brüskierte.
Als weitsichtig erwies sich Estradas konsequentes Vorgehen  gegenüber einigen Clans in Mindanao, die sich wie „warlords“ Privatarmeen aufbauten (z. B. die Ampatuans).
Im November 2009 veranlasste vorliegenden Berichten zufolge der Clan der Ampatuans ein Massaker an politischen Konkurrenten in Mindanao, das weltweite Reaktionen hervorrief.

## Korruptions- und Bestechungsvorwürfe
Es wurden immer wieder Korruptions- und Bereicherungsvorwürfe lanciert, bis im Jahre 2000 der dubiose Chavit Singson, Gouverneur von Ilocos Sur, der für seine Geschäfte im Bereich des illegalen Glücksspiels bekannt war, behauptete, dass er Estrada 400 Millionen Pesos aus den Erlösen eines illegalen, lottoähnlichen Glücksspiels namens Jueteng sowie 180 Millionen Pesos aus Tabakanbausubventionen gezahlt hatte. Dies führte zu einem Amtsenthebungsverfahren gegen Estrada. Die erst 2006 durchgeführten Befragungen ergaben bis jetzt allerdings, dass Estrada  illegalen Anfragen nicht nachgab und möglicherweise aus diesem Grund den mächtigen Familienclans im Wege war.

## Amtsenthebungsverfahren
Am 16. Januar 2001 entschied das Amtsenthebungsgericht, das mehrheitlich aus Estrada-Anhängern bestand, einen Brief mit möglicherweise belastendem Material nicht zu öffnen. Ein früherer Beamter der Volunteers Against Crime and Corruption (VACC), Federico Manrique sagte 2007 aus, er sei zu falschen Angaben über die Korruption Estradas aufgefordert worden.

## Rücktritt
Von den alten Familienclans und Teilen der katholischen Kirche geschürte Massenproteste führten zur Verweigerung der Unterstützung durch die Armee. Am 19. Januar 2001 wechselte sie offen auf die Seite der bisherigen Vizepräsidentin, Gloria Macapagal-Arroyo, die sich bei der Armee auch sofort nach dem Wechsel mit Gehaltserhöhungen und sonstigen Vergünstigungen bedankte. 2006 erschien ein Film über das Leben Estradas, der die Regierung Arroyos in höchste Aufregung versetzte, weil darin u. a. dokumentiert wird, dass Arroyo den demzufolge illegalen Machtwechsel schon ein Jahr lang vorbereitet hatte. Die derzeitige Regierung würde die Ausstrahlung nur erlauben, wenn alle die Präsidentschaft Estradas und seine Amtsenthebung betreffenden Abschnitte entfernt würden.
Der Vorsitzende der Bischofskonferenz, Angel Lagdameo, bezeichnete in der Zwischenzeit die Unterstützung dieser Massenproteste als „Fehler“. („Sadly, People Power II installed a leader who lately has been branded as the ‚most corrupt‘ and our government is rated ‚among the most corrupt governments‘“)
Auch die frühere Präsidentin Corazon Aquino entschuldigte sich 2008 bei Estrada für ihre Rolle bei seinem Sturz. ("she is 'also guilty of being part of the Edsa Dos' that ousted then President Estrada. She said “Lahat naman tayo ay nagkakamali. Patawarin mo na lang ako” (We all make mistakes. Please forgive me). At this point, President Erap stood up, bowed to her and clasped his hands in an Asian gesture of thank you. (The Daily Tribune vom 24. Dezember 2008))

## Vereidigung Macapagal-Arroyos als Nachfolgerin von Estrada
Am 20. Januar 2001 erklärte das oberste Gericht der Philippinen die Präsidentschaft in einer internationalen Kriterien kaum standhaltenden Entscheidung für vakant und vereidigte Gloria Macapagal-Arroyo als Präsidentin.
Estrada verließ rasch den Präsidentenpalast.
Obwohl man formal wohl von einem Putsch sprechen muss, wurde Arroyo international vor allem von den USA als neue Präsidentin akzeptiert. Estrada erkannte die Präsidentschaft Arroyos nie an. Er wurde im April 2001 verhaftet und befand sich bis 2007 in Hausarrest.
2004 unterstützte er seinen Freund Fernando Poe Jr. bei der Präsidentschaftskandidatur.
Poe verstarb kurz nach der Wahl. Von Regierungsseite wurde auch von Ermordung durch Vergiftung gesprochen.
Am 1. Mai 2006 sollte es nach Angaben der Regierung zu einem gewalttätigen Aufstand kommen. Offensichtlich war es ein Vorwand, um die erwarteten Massendemonstrationen gegen die zwischenzeitlich in den Philippinen höchst unpopuläre Präsidentin zu verhindern, was nur teilweise gelang.
Zuvor schon, am 24. Februar 2006 kam es zu einem angeblichen Putschversuch auf den Philippinen. Vor allem einige jüngere Offiziere des Militärs hatten Präsidentin Arroyo ihre Unterstützung entzogen. Sicherheitskräfte verhafteten jedoch die regierungskritischen Militärs.

## Gerichtsverfahren gegen Estrada
Am 12. September 2007 wurde Estrada der Korruption für schuldig befunden und zu lebenslangem Hausarrest verurteilt.
Von Juristen der Opposition wie auch von Estrada selbst wird sowohl die Zuständigkeit des Gerichts angezweifelt, als auch die Verurteilung ohne Beweise. (Zusammenstellung der juristischen Fragen z. B. durch Alan F. Paguia, Daily Tribune vom 13. September 2007).
Der als Arroyo-Gegner bekannte Erzbischof von Manila, Oscar V. Cruz, zeigte noch vor der Verurteilung deutlich das Dilemma der Regierung auf zwischen Freispruch – gemäß Umfragen von der Mehrheit der Philippinos erwartet – der dann die Illegitimität der jetzigen Regierung bestätigen würde, und einem Schuldspruch, der zu einem „EDSA IV“ führen könnte. Im Oktober 2007 wurde Estrada von Gloria Macapagal-Arroyo ein bedingungsloses „Pardon“ gewährt.

## Kandidatur für die philippinische Präsidentschaftswahl 2010
Estrada kandidierte für die Präsidentschaftswahl, die am 10. Mai 2010 stattfanden, mit einer eigenen Partei Pwersa ng Masang Pilipino (PMP). Wie bei seinem ersten Wahlsieg versuchte er erneut, die verarmten Massen zu gewinnen. Den Schwerpunkt setzte er auf die Sicherheitspolitik, wobei sich Estrada als Law-and-Order-Vertreter präsentiert und harte Maßnahmen gegen die Rebellen im Süden ankündigte. Er unterlag jedoch seinem Konkurrenten Benigno Aquino III.
Sein Sohn Jose Pimentel Ejercito junior ist ebenfalls Politiker und war Mitglied des Senats und dessen Präsident Pro tempore.